# Hyacinthe Henri Boncourt
Hyacinthe Henri Boncourt (nascut cap al 1765 i mort el 23 de març de 1840 a l'11è districte de París) fou un jugador d'escacs francès. Va ser un dels millors escaquistes de les dècades de 1820 i 1830.
El 1820 va jugar un matx contra Alexandre Deschapelles en què va jugar amb avantatge, i van acabar amb un empat. El 1835, va jugar un matx que va acabar empatat (6-6) amb l'hongarès József Szén; va batre George Walker el 1838-1839 (2,5 a 0,5, +2, =1) i Pierre de Saint-Amant el 1839 (19 a 16). El febrer de 1840, va empatar un matx contra Lionel Kieseritzky.